# Kabinet-Marx I
Het  Kabinet–Marx I regeerde in de Weimarrepubliek van 30 november 1923 tot 3 juni 1924.

## Kabinet–Marx I
| Ambtsbekleder                        | Ambtsbekleder      | Ambtsbekleder                       | Functie(s)                            | Ambtstermijn     | Ambtstermijn    | Partij(en) |
| ------------------------------------ | ------------------ | ----------------------------------- | ------------------------------------- | ---------------- | --------------- | ---------- |
|                                      | Wilhelm Marx       | Wilhelm Marx (1863–1946)            | Rijkskanselier                        | 30 november 1923 | 15 januari 1925 | DZ         |
|                                      | Karl Jarres        | Karl Jarres (1874–1951)             | Vicekanselier                         | 30 november 1923 | 15 januari 1925 | DVP        |
| Rijksminister van Binnenlandse Zaken | Karl Jarres        | Karl Jarres (1874–1951)             | 10 november 1923                      |                  | 15 januari 1925 | DVP        |
|                                      | Gustav Stresemann  | Gustav Stresemann (1878–1929)       | Rijksminister van Buitenlandse Zaken  | 13 augustus 1923 | 3 oktober 1929  | DVP        |
|                                      | Hans Luther        | Hans Luther (1879–1962)             | Rijksminister van Financiën           | 6 oktober 1923   | 15 januari 1925 | O          |
|                                      | Erich Emminger     | Erich Emminger (1880–1951)          | Rijksminister van Justitie            | 30 november 1923 | 14 april 1924   | BVP        |
|                                      |                    | Curt Joël (1865–1945)               | Rijksminister van Justitie            | 14 april 1924    | 15 januari 1925 | O          |
|                                      | Eduard Hamm        | Eduard Hamm (1881–1944)             | Rijksminister van Economische Zaken   | 30 november 1923 | 15 januari 1925 | DDP        |
|                                      | Otto Geßler        | Otto Geßler (1875–1955)             | Rijksminister van Defensie            | 27 maart 1920    | 20 januari 1928 | DDP        |
|                                      | Heinrich Brauns    | Heinrich Brauns (1868–1939)         | Rijksminister van Arbeid              | 20 juni 1920     | 12 juni 1928    | DZ         |
|                                      | Rudolf Oeser       | Rudolf Oeser (1858–1926)            | Rijksminister van Verkeer             | 13 augustus 1923 | 11 oktober 1924 | DDP        |
|                                      |                    | Gustav Müller (1866–1929)           | Rijksminister van Wederopbouw         | 30 november 1923 | 11 mei 1924     | O          |
|                                      | Gerhard von Kanitz | Graf Gerhard von Kanitz (1885–1949) | Rijksminister van Voedsel en Landbouw | 6 oktober 1923   | 20 januari 1926 | O          |
|                                      | Anton Höfle        | Anton Höfle (1882–1925)             | Rijksminister van Posterijen          | 13 augustus 1923 | 15 januari 1925 | DZ         |
| Rijksminister van Bezette Gebieden   | Anton Höfle        | Anton Höfle (1882–1925)             | 30 november 1923                      |                  | 15 januari 1925 | DZ         |